# Садак (журнал, 1917)
«Садак» ― литературно-художественный и сатирический журнал. В 1917-1918 гг. издавался 2 раза в месяц на татарском языке в городе Верном (Туркестанская АССР).

## История
Накануне Октябрьской революции в Туркестане возникли первые массовые организации трудящихся. Объединённый союз мусульманских рабочих начал издавать популярный в народе сатирический журнал «Садак» 13 декабря 1917 года.
Редактор издания ― татарский писатель, переводчик, журналист Зариф Башири. Одним из его ближайших соратников был Ураз Джандосов, впоследствии видный партийный и государственный деятель, известный публицист.
Прекратил выходить в апреле 1918 года, когда вышло 5 номеров.